# كيلي آبي
كيلي آبي (بالإنجليزية: Kelley Abbey)‏ هي مصممة رقص وممثلة أسترالية، ولدت في 28 يوليو 1966 في Inala, Queensland ‏ في أستراليا.

## وصلات خارجية
- الموقع الرسمي
- كيلي آبي على موقع IMDb (الإنجليزية)
- كيلي آبي على موقع ميوزك برينز (الإنجليزية)